# Michał Kwiatkowski (gitarzysta)
Michał Jerzy Kwiatkowski, pseud. Kwiatek, Flower Power (ur. 15 października 1968 w Warszawie) – polski muzyk, basista, autor  muzyki. Znany przede wszystkim z działalności w polskiej grupie rockowej Kazik na Żywo (od 1991), której był jednym z założycieli.
W latach 1983–1988 uczęszczał do Technikum Elektronicznego w Warszawie przy ulicy Generała Zajączka 7.
Z zespołem KNŻ nagrał wszystkie sześć albumów: Na żywo, ale w studio, Porozumienie ponad podziałami, Las Maquinas de la Muerte, koncertowy Występ oraz Bar La Curva / Plamy na słońcu i  Ostatni koncert w mieście. Współtworzył album Melodie Kurta Weill'a i coś ponadto.
Jest liderem zespołu Ur – wspólnego projektu muzyków T.Love: Jarosława Polaka i Pawła Nazimka oraz Kazik na Żywo: Adama Burzyńskiego i Michała Kwiatkowskiego, założonego w 2001 roku.
Razem z Adamem Burzyńskim byli członkami zespołu Kobranocka, z którym nagrał album Niech popłyną łzy (1994).
W 2000 został zaproszony przez Kazika Staszewskiego do udziału w Przeglądzie Piosenki Aktorskiej we Wrocławiu w programie z piosenkami Kurta Weilla. W marcu grupa zagrała na przeglądzie.
Wiosną 2018 roku założył wraz z Adamem Burzyńskim i Marcinem Siatkowskim gitarowe trio Honky Tonk Men wykonujące akustyczne wersje popularnych utworów.